# スーザン・シュワブ

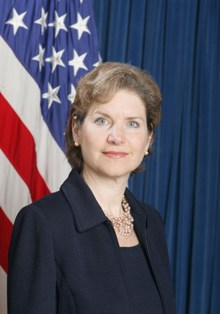
スーザン・シュワブ

スーザン・キャロル・シュワブ（Susan Carroll Schwab, 1955年3月23日 - ）は、アメリカ合衆国の政治家。ジョージ・W・ブッシュ政権で第15代アメリカ合衆国通商代表を務めた。

## 生い立ち
1955年3月23日、スーザン・シュワブはワシントンD.C.において誕生した。シュワブは外交官の娘として、幼少期にアフリカ・アジア・ヨーロッパの各地を飛び回りながら育てられた。シュワブは1972年にタイ王国のインターナショナル・スクール・バンコクを卒業した。シュワブは1976年にウィリアムズ大学で政治経済学の学士号を取得した。シュワブは1977年にスタンフォード大学で開発政策学の学位を取得した。

## 初期の経歴
スタンフォード大学卒業後、シュワブはアメリカ合衆国通商代表部に入った。シュワブは1977年から1979年まで通商代表部で国際経済顧問および通商交渉官を務めた。その後シュワブは国務省に移り、1980年から1981年まで駐日アメリカ合衆国大使館で通商政策担当官および国際経済顧問を務めた。
シュワブは1981年に国務省を離れた。シュワブは1981年から1989年まで連邦上院議員ジョン・ダンフォースの下で補佐役を務めた。シュワブは1981年から1986年までは立法担当調整官として勤務し、1986年から1989年までは首席経済顧問および議会担当補佐官としてダンフォース上院議員を支援した。シュワブは通商政策の専門家として、数多くの通商政策法案を議会に提起した。代表的なものに、1984年と1988年の通商法がある。

## 商務省での勤務
シュワブは1989年にジョージ・H・W・ブッシュ大統領から商務次官補および商務省海外通商局長官として任命を受けた。1993年、シュワブは商務省を離れ、モトローラ社に入った。シュワブは法人事業開発部長として勤務し、続いてアジア戦略担当部長となった。シュワブは中国その他のアジア諸国での戦略企画および交渉を担当した。
シュワブは1993年にジョージ・ワシントン大学で行政学の博士号を取得した。シュワブは1995年から2003年までメリーランド大学で公共政策学部の学部長を務めた。シュワブは2003年にメリーランド州大学機構財団の会長兼最高経営責任者および教育振興担当副総長を務めた。

## アメリカ合衆国通商代表部

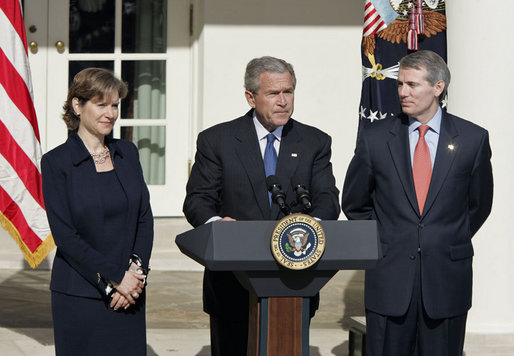
ポートマン通商代表（右）の行政管理予算局長転任とシュワブ次席代表（左）の通商代表昇任を発表するブッシュ大統領（中央）。

シュワブは2005年にアメリカ合衆国通商代表部の次席代表として起用され、2006年まで務めた。シュワブはヨーロッパ・中東・南北アメリカとの通商関係を監督した。シュワブは通商代表部における業務について責任を負った。シュワブが管理した業務には、世界貿易機関の問題、多国間の問題、部局内業務、投資、知的財産権、市場参入、電気通信、政府間業務、広報活動などが挙げられる。シュワブは次席代表として新多角的貿易交渉ドーハ開発ラウンドにおけるアメリカの戦略策定に積極的に関与した。またシュワブは複数の国との2国間自由貿易協定の締結を成功させた。シュワブが次席代表時代に自由貿易協定を締結した国は、ペルー、コロンビア、パナマ、大韓民国である。
2006年4月17日、シュワブは行政管理予算局長に転出したロブ・ポートマンに後任として、アメリカ合衆国通商代表に指名された。上院財政委員会の指名承認公聴会では「中国に対して弱腰である」との指摘が挙がったため、承認手続きに若干の遅れが出た。シュワブは6月8日に上院の承認を受けた。シュワブは次席代表時代から続けていた新多角的貿易交渉ドーハ開発ラウンドへの取り組み継続を図ったが、発展途上国との対立により2006年7月に交渉は一時凍結された。